# 769

## Esdeveniments
- Aquitània: els aquitans i els gascons es revolten contra els francs, el rei Carlemany ha d'avançar fins a Bordeus i, finalment, l'aixecament és sufocat.
- Laterà (Roma): a instàncies d'Esteve III, se celebra un concili al palau que estableix l'elecció del papa pels cardenals i condemna la iconoclàstia.
- Constantinoble: s'esdevé l'enllaç matrimonial entre el futur emperador Lleó IV el Khàzar i la futura regent Irene.
- Lesbos (Grècia): l'illa és saquejada pels eslaus.

## Necrològiques
- Hiltruda, santa catòlica i ortodoxa, celebrada el 27 de setembre.